# Катерьяннакис, Теофанис
Теофанис (Фанис) Катерьяннакис (греч. Θεοφάνης Κατεργιαννάκης; род. 16 февраля 1974, Салоники) — греческий футболист, выступавший на позиции вратаря. Чемпион Европы 2004 в составе сборной Греции.

## Клубная карьера

### «Этникос Пилеас»
Катерьяннакис начал свою карьеру в команде «Этникос Пилеас» из родного города. В сезоне 1992/93 «Этникос Пилеас» с Катерьяннакисом на воротах провёл хороший сезон, повысившись в Четвёртый дивизион. После этого Катерьяннакис получил предложение от «Арис» (Салоники), от которого не отказался.

### «Арис Салоники»
Летом 1994 года Катерьяннакис подписал контракт с «Арисом», и в сезоне 1997/98 он хорошо зарекомендовал себя, став первым вратарём, также он помог команде достичь повышения в греческий Первый дивизион. В следующем сезоне он внёс большой вклад в выход «Ариса» в Кубок УЕФА, в том числе отразил пенальти от лучшего бомбардира чемпионата, Фемистоклиса Николаидиса. В матче 27 января 2002 года между «Олимпиакосом» и «Арисом» Катерьяннакис сделал множество сейвов после ударов Стелиоса Яннакопулоса, Александроса Александриса, Предрага Джорджевича и Кристиана Карамбё. Клуб из Салоников выиграл со счетом 1:0 в Афинах, и это был единственный проигранный домашний матч «Олимпиакос», который в том сезоне выиграл Первый дивизион, после этого матча несколько команд пытались предложить новый контракт Катерьяннакису.

### «Олимпиакос Пирей»
Летом 2002 года «Олимпиакос» подписал с Катерьяннакисом контракт на 2 года, он стал вторым вратарём после Димитриоса Элэфэропулоса. Катерьяннакис выиграл чемпионат Греции с «Олимпиакосом» в сезоне 2002/03, после продолжительной конкуренции с Элэфэропулосом он получил возможность проявить себя, когда последний получил травму во время матча с «Панатинаикосом». Катерьяннакис, став первым вратарём, помог своей новой команде выиграть 7 матчей греческой лиги подряд, пройти отбор на Лигу чемпионов и выйти в финал кубка Греции, где соперником был АЕК (Афины). В следующем сезоне тренер Олег Протасов заявил, что как Катерьяннакис, так и Элэфэропулос были лучшими вратарями первой команды «Олимпиакоса». Тренер сборной Греции, Отто Рехагель, снова включил его в национальную сборную.

### «Кальяри»
После победы Греции на Евро-2004 «Олимпиакос» решил приобрести легендарного вратаря Антониоса Никополидиса. После этого трансфера Элэфэропулоса подписал итальянский клуб «Мессина», а Катерьяннакиса — другой итальянский клуб из Серии А, «Кальяри». В предыдущем сезоне «Кальяри» выиграла Серию B, и в сезоне 2004/05. Катерьяннакис познакомился в «Кальяри» с такими игроками, как Давид Суазо и Джанфранко Дзола, вместе с которыми он помог клубу хорошо завершить сезон.

### «Ираклис»
Летом 2005 года Катерьяннакис подписал контракт на 2 года с «Ираклисом», который в то межсехонье закупил много известных игроков, таких как итальянец Джузеппе Синьори. Катерьяннакис здесь встретился с Йоргосом Георгиадисом, товарищем по сборной Греции на триумфальном Евро-2004. В том же году «Ираклис» финишировал на 4-м месте в греческом Первом дивизионе, получив право на выступление в Кубке УЕФА.

### «Кавала»
Летом 2008 года Катерьяннакис подписал контракт с «Кавалой» из греческого Второго дивизиона и помог команде завоевать 3-е место после «Атромитос Афины» и «ПАС» (Янина), что способствовало впервые за 10 лет повышению клуба в греческую суперлигу. Катерьяннакис подтвердил реноме надёжного вратаря и пропустил меньше голов в сезоне 2008/09. Летом 2009 года к нему также присоединился в состав «Кавалы» другой игрок, с которым он выиграл Евро-2004, Василис Лакис, приобретённый клубом для усиления команды на сезон 2009/10 греческой суперлиги.
17 февраля 2010 года Катерьяннакис с Кавалой через 6 лет снова дошёл до полуфинала кубка Греции, пройдя «Паниониос». В этой игре «Кавала» встретилась с «Арисом», командой, в которой Катерьяннакис дебютировал в качестве профессионального игрока. «Кавала» заняла шестое место в греческой Суперлиге, став открытием сезона 2009/10. 16 января 2011 года Катерьяннакис заменил на 69-й минуте Хавьера Лопеса Вальехо в матче против «Панатинаикоса» на Олимпийском стадионе в Афинах, таким образом «Кавала» стала его вторым клубом по числу выступлений. Катерьяннакисом также интересовался кипрский футбольный клуб «Анортосис», но его команда отказалась от продажи вратаря. Летом 2011 года Катерьяннакис и «Кавала» решили разорвать контракт после 3 лет, проведённых им в клубе.

## Сборная Греции
Он дебютировал за сборную Греции в ноябре 1999 года в матче против Болгарии, заменив Антониоса Никополидиса. Катерьяннакис был включён в национальную сборную, которая выиграла Евро-2004 в Португалии, однако на чемпионате он не провёл ни одной игры, все шесть матчей отстоял Антониос Никополидис.